# کلاش (شبستر)
کلاش یکی از روستاهای استان آذربایجان شرقی است که در دهستان چله‌خانه بخش صوفیان شهرستان شبستر واقع شده‌است.